# Lanový bagr

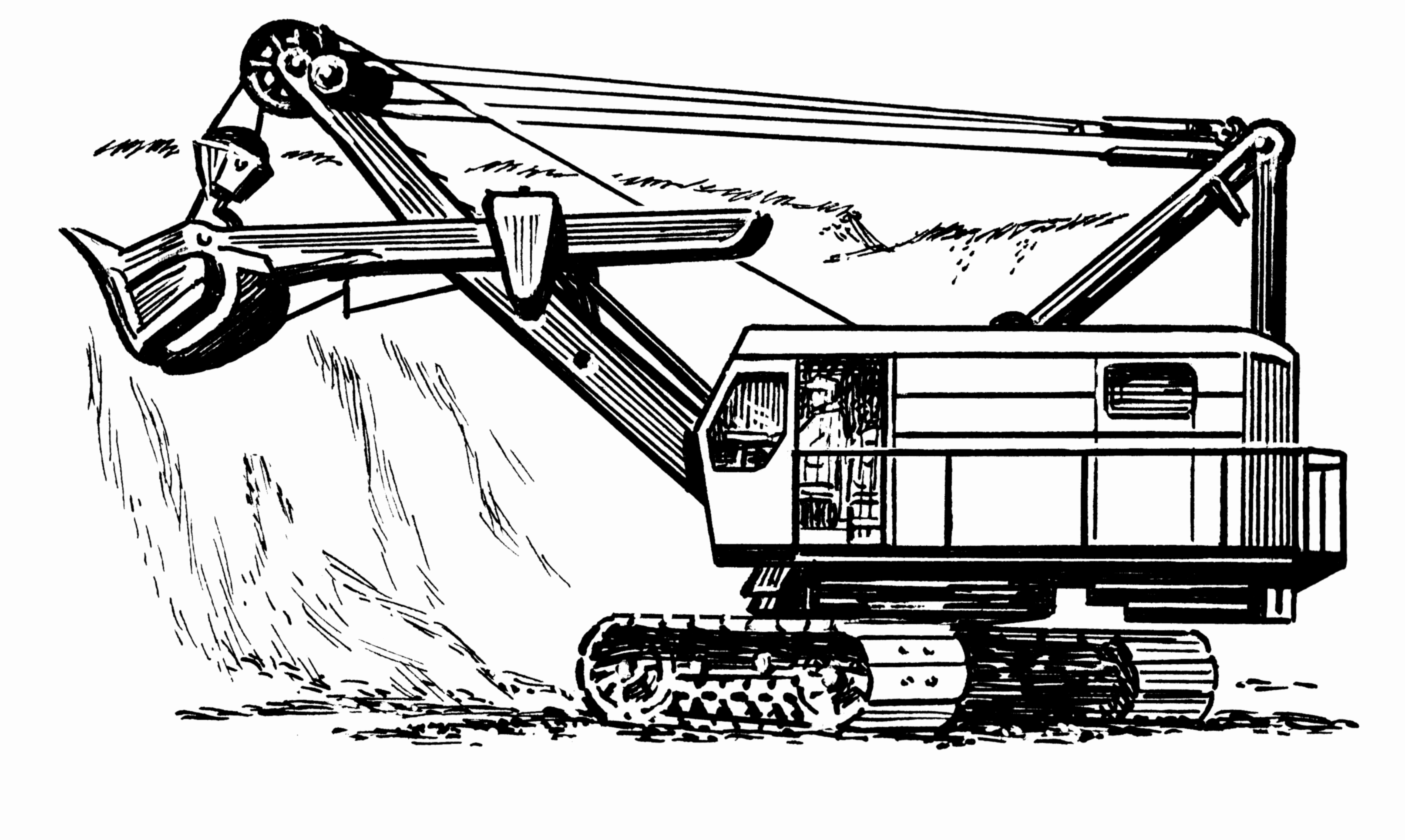
Lanový bagr

Lanový bagr (lanové rypadlo) je nejstarší typ bagru. Síly potřebné pro práci lanového bagru jsou vyvolány tahem lan. Tím se liší od modernějšího hydraulického bagru, kde síly potřebné k práci způsobují hydraulické válce.

## Typy lanového bagru
Konstrukce lanového bagru se liší v závislosti na způsobu práce a použitém pracovním nářadí:
- bagr s vlečným korečkem nebo drapákem
- bagr s výškovou nebo hloubkovou lopatou

## Bagr s vlečným korečkem
Pro tento bagr se často používá anglický název dragline excavator, krátce dragline. Vyznačuje se dlouhým výložníkem příhradové konstrukce. Dlouhý výložník umožňuje dlouhý dosah, který je nezbytný při těžbě štěrků z vody nebo při provádění skrývky s potřebnou vzdálenosti výsypky. Navíc strojník bagru koreček zhoupne, využije jeho setrvačnosti a nechá koreček dopadnout ve vzdálenosti větší než je délka výložníku. Větší dosah je při těžbě důležitější než přesnost dopadu korečku. Tahem lana se koreček naplní těženým materiálem.

## Bagr s výškovou nebo hloubkovou lopatou
Základní části jsou stejné jako u bagru, tedy výložník s násadou a lopatou. Před nástupem hydraulických bagrů byl používán i na stavbách. I v jednadvacátém století se lanový používá při těžbě nerostů.